# Воспитатель

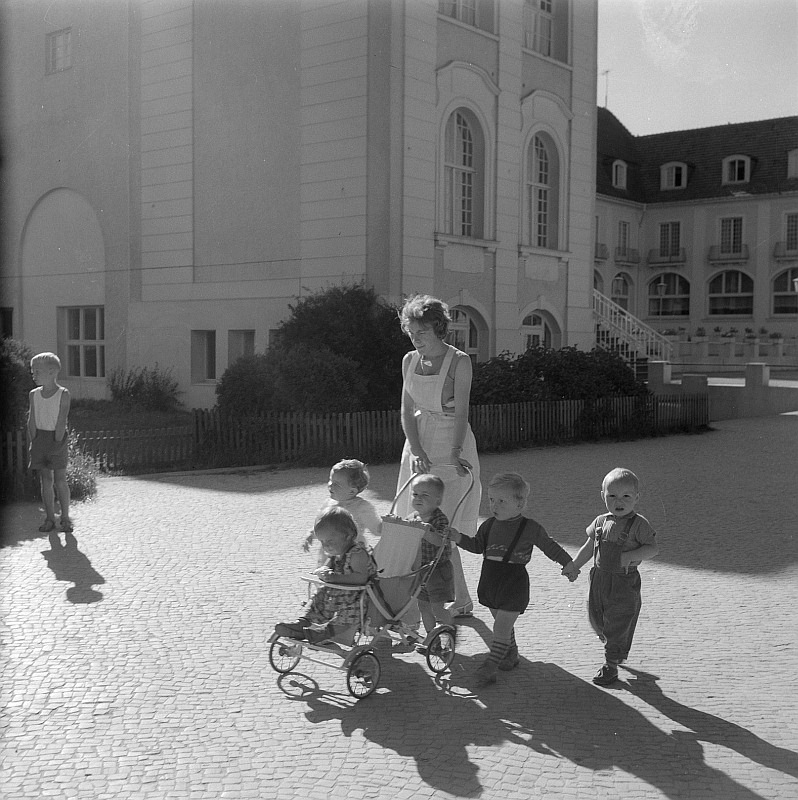
Воспитатель с детьми.

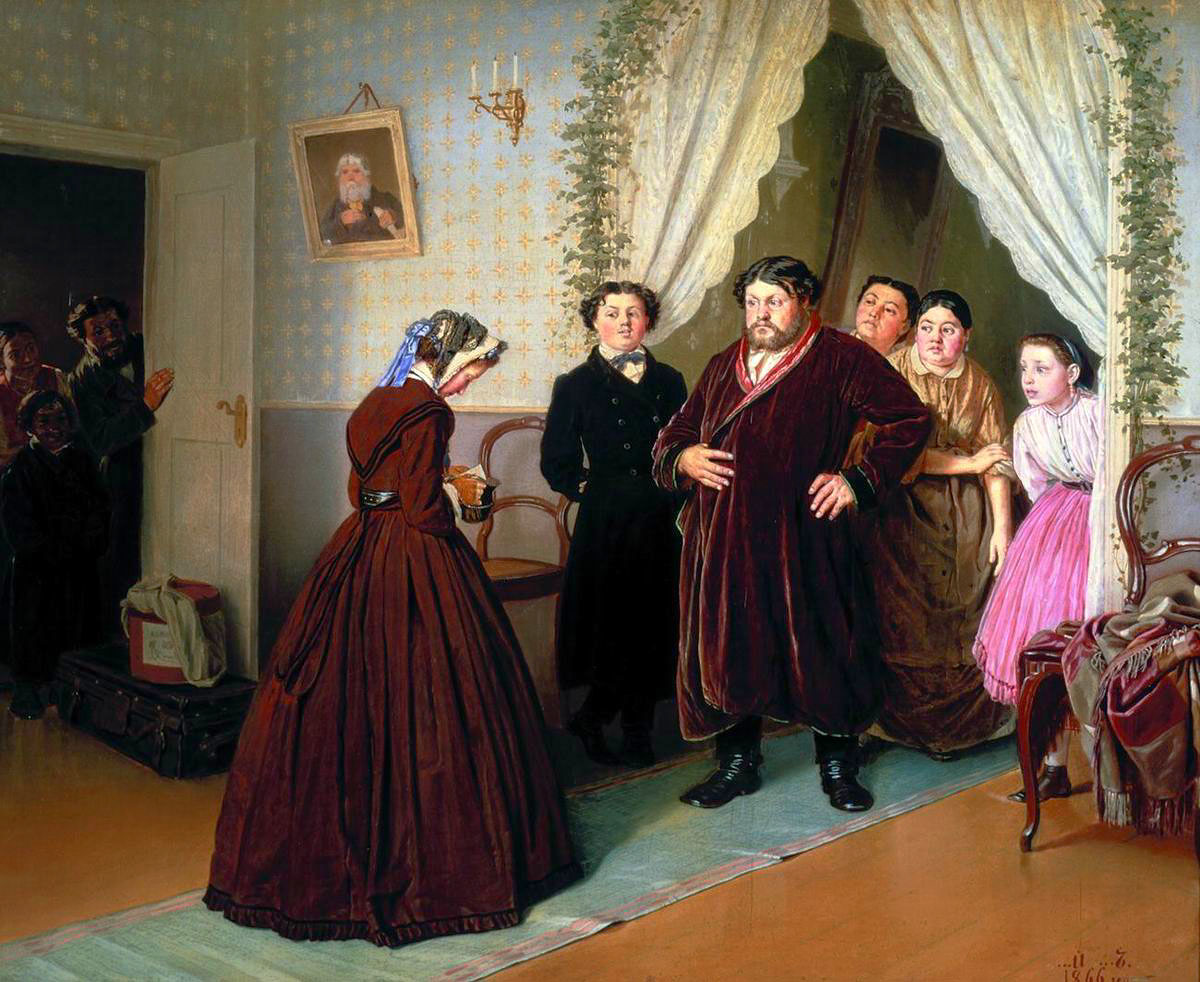
Картина Василия Перова Приезд гувернантки в купеческий дом, 1866 год.

Воспитатель (воспитательница), Детоводитель — педагог, занимающийся воспитанием и обучением детей дошкольного возраста (до 7 лет), или более старших воспитанников (в детском лагере, школе-интернате).
Воспитателями обычно считаются родители, или заменяющие их лица — дядьки, няньки, бонны, гувернёры, гувернантки, учителя, в настоящее время ими могут стать опекуны  и так далее.

## История профессии
Профессия воспитатель зародилась в Древней Греции, в те времена воспитанием занимался специальный раб которому поручались мальчики с шестилетнего возраста — педагог, который занимался только малышом, всюду сопровождал его, отсюда и пошло название. В остальное время детоводитель следил за развитием ребёнка, оберегал от опасностей и формировал отношение к жизни, развивал способности, поступки ребёнка и его поведение в целом. Прошло много веков, но функция воспитателя сохранила свою значимость.
Профессия воспитателя или педагога является крайне почётной и уважаемой. Именно воспитатель ответственен за формирование личности воспитанников и развитие их дальнейшей судьбы. Профессия воспитателя появилась впервые еще в Античной Греции, но не получила распространения, поскольку воспитанием детей состоятельных людей занимались рабы, а дети крестьян не получали образования вообще. В эволюционирующем обществе, профессия воспитателя переросла в профессию домашнего наставника, чья цель была сосредоточена на воспитании потомства работодателя. Несколько веков назад, работа воспитателя и педагога обрела массовую направленность, чему способствовало появление первых школ. На воспитателя была возложена огромная задача, заключавшаяся в формировании молодых юношей и девушек, и в последующем направлении на выбранный путь. Нельзя не добавить, что профессия воспитателя имеет высокую актуальность даже сегодня.

## В Российской империи
В дореволюционной России под влиянием педагогических теорий Локка и Руссо, очень высоко ценили положение воспитателей, которым богатые люди поручали воспитание своих детей, не доверяя общественным учебно-воспитательным заведениям, которые, как они считали, могли привить различные недостатки их детям. В богатых семьях того времени воспитатели были только помощниками родителей в деле воспитания детей и главным образом в деле их обучения. Воспитатели в XIX веке остались лишь у очень богатых людей и у принцев, так как недоверие к школе значительно ослабело, школы были улучшены, положение учителей возвышено по сравнению с прежними временами, и в материальном и в нравственном отношении.
Воспитательницами в семьях очень часто бывали иностранки, больше всего француженки (мадам, мадама), потом немки и англичанки, так как очень высоко ценилось в образовании, особенно женском, знание иностранных языков. С расширением требований к женщинам по части образования, иностранки потеряли своё прежнее воспитательское положение и остались лишь учительницами иностранных языков, а их места заняли учительницы и наставницы.
Кроме семейств воспитательницы работали в школах, в которых более или менее проведён принцип разделения труда по обучению и собственно воспитанию между различными лицами. Обучение осуществляли преподаватели и преподавательницы, a воспитание, то есть классный надзор, дисциплину, помощь учащимся при вечерних занятиях и тому подобное, воспитатели под различными наименованиями: классных наставников, надзирателей, классных дам, надзирательниц.

## Должность

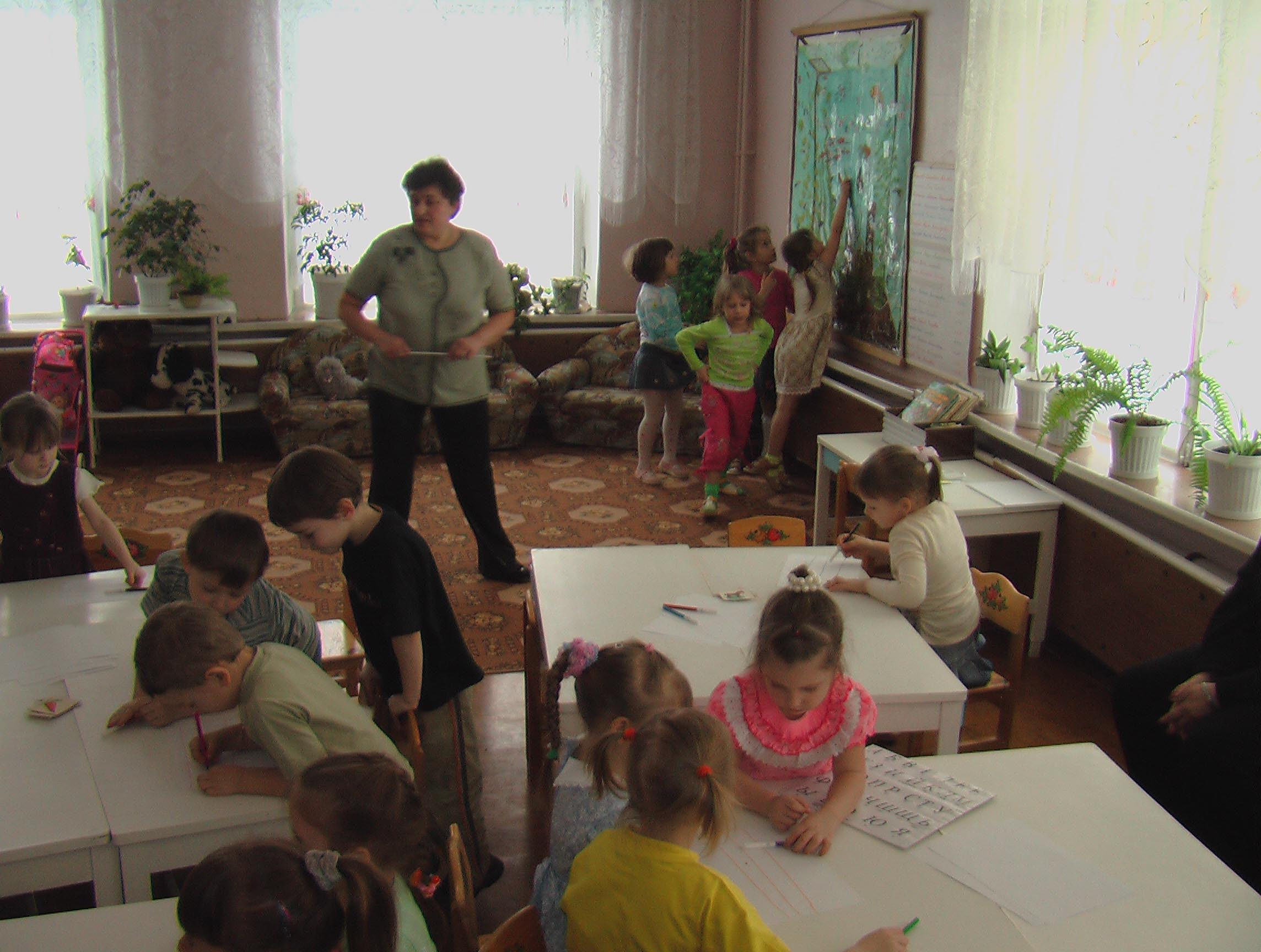
Воспитатель проводит занятия с детьми в детском саду.

В Союзе ССР в детских садах, яслях, детских домах, школах-интернатах, школах и группах с продлённым днём, суворовских и нахимовских училищах, воспитательных колониях для несовершеннолетних правонарушителей были учреждены штатные должности воспитателей, права и обязанности которых определялись специальными положениями. Воспитатели отвечали за воспитание и обучение, за здоровье и физическое развитие своих воспитанников, за организацию их быта и досуга и многое другое.
Эти должности сохранились на постсоветском пространстве и в настоящее время. Аналогичные должности существуют и в прочих странах.